# Ovidiu Hoban
Ovidiu Ștefan Hoban (Baia Mare, 27 de dezembro de 1982) é um ex-futebolista romeno que atuava como volante.

## Carreira
Ovidiu Hoban fez parte do elenco da Seleção Romena de Futebol da Eurocopa de 2016.